# Kazusada Higuchi
Kazusada Higuchi (樋口和貞, Higuchi Kazusada), né le 24 octobre 1988 à Kuwana, Mie, est un catcheur (lutteur professionnel) japonais.Il travaille actuellement à la Dramatic Dream Team.

## Carrière

### Dramatic Dream Team (2014-...)
Le 25 mars 2018, lui et Daisuke Sekimoto battent Harashima et Naomichi Marufuji et remportent les KO-D Tag Team Championship.
Le 20 juin, lui, Saki Akai et Yukio Sakaguchi battent DAMNHEARTS (El Lindaman, T-Hawk et Tetsuya Endo) et remportent les KO-D Six Man Tag Team Championship,.
Lors de Wrestle Peter Pan 2022, il conserve son titre contre Tetsuya Endo. Lors de Who's Gonna Top? 2022, il conserve son titre contre Konosuke Takeshita.
Le 29 janvier 2023, il perd son titre contre Yuji Hino.

### Pro Wrestling NOAH (2018)
En novembre, il participe au Global League 2018, où il remporte trois de ces matchs.

## Palmarès
- Dramatic Dream Team
  - 1 fois KO-D Openweight Championship
  - 4 fois KO-D Tag Team Championship avec Shigehiro Irie (1), Daisuke Sekimoto (1), Yukio Sakaguchi (1) et Naomi Yoshimura (1)
  - 3 fois KO-D Six Man Tag Team Championship avec Shunma Katsumata et Kouki Iwasaki (1), Mizuki Watase et Kouki Iwasaki (1) et  Saki Akai et Yukio Sakaguchi (1)
  - Right to Challenge Anytime, Anywhere (2015–2020)
  - Wrestling Koshien (2015)